# Antisthenes
Antisthenes (græsk: Ἀντισθένης) (ca. 445 f.Kr.-365 f.Kr.) var en oldgræsk filosof fra Athen. Han var først en af sofisten Gorgias' retorikelever, indtil han mødte Sokrates og blev en af hans disciple. Antisthenes var især optaget af etiske spørgsmål og regnes som grundlægger af den kyniske filosofi, som lagde stor vægt på dyd, askese, individualisme og forkastelse af sociale konventioner. Antisthenes beskæftigede sig dog også med logik og naturfilosofi. Han mente bl.a., at selv om folket tilbad mange guder, så var der dybest set kun én gud. Hans mest kendte elev var den berygtede Diogenes fra Sinope.